# Абдуллин, Нурлан Муханович
Нурлан Муханович Абдуллин (род. 6 сентября 1964,  Нукус, Узбекская ССР) — казахстанский эстрадный певец, телеведущий, бизнесмен. Заслуженный деятель Казахстана (2007). Почётный строитель Республики Казахстан (2010).

## Биография
Родился 6 сентября 1964 года в городе Нукус Каракалпакской АССР.
- 1991 Окончил Казахская головная архитектурно-строительная академия (архитектурно-строительного института)
- 2005 Окончил Университет «Туран» (Юрист)
- Кандидат в мастера спорта по дзюдо.

## Деятельность
- 2005 Сольный концерт в Казахский театр оперы и балета имени Абая.
- Ведущий телепередачи «Той Бастар» (2006).
- Советник Президента по культуре корпорации «Казахмыс» (с 2007).

## Дискография
- Альбом «Дорога к дому» (1999);
- Альбом «Ауылым» («Мой аул») (2000);
- Альбом «Я тебя люблю» (2003);
- Альбом «Огни большого города» (2006);
- Ретро-альбом «По волнам нашей памяти» (2007);
- Альбом «Ағайын» («Родня») (2007);
- Выпуск DVD-сборника «Огни большого города» (2008);
- Запись альбома «Мухида Шайбан» на Abbey Road, Лондон (2009);
- Альбом военных песен «На безымянной высоте» (2012)

## Творческие достижения
- Лауреат Алматинского конкурса сатиры и юмора (1993);
- Дипломант конкурса казахстанской популярной песни в рамках Международного фестиваля «Азия Дауысы» (1993);
- Дипломант конкурса «Жас Канат» (1993);

## Награды
- 2007 — Заслуженный деятель Казахстана[1].
- 2010 — Почётный строитель Республики Казахстан
- 2011 — Медаль «20 лет независимости Республики Казахстан»
- 2015 — Орден Парасат[2].